# (15967) Clairearmstrong
(15967) Clairearmstrong (1998 DN20) – planetoida z grupy pasa głównego asteroid okrążająca Słońce w ciągu 4,28 lat w średniej odległości 2,64 j.a. Odkryta 24 lutego 1998 roku.